# Straight-Creek-Verwerfung

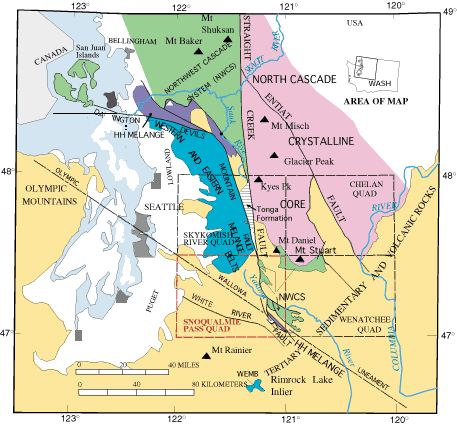
Lage der Straight-Creek-Verwerfung (SCF) und verbundener Verwerfungen in den North Cascades.

Die Straight-Creek-Verwerfung (SCF) ist die bedeutendste nord-süd-orientierte Blattverschiebung im US-Bundesstaat Washington; sie weist einen wenigstens 90 km weiten dextralen (rechtssinnigen) horizontalen Versatz auf. Als wichtige geologische Struktur in den North Cascades trennt sie die prä-känozoischen magmatischen und metamorphen Gesteine der North Cascades im Osten von den jüngeren mit der nordamerikanischen Platte verschmolzenen Terranen im Westen. Die SCF kann von ihrer Kreuzung mit dem Olympic-Wallowa-Lineament (OWL) nahe der Kleinstadt Easton nordwärts bis nach British Columbia hinein verfolgt werden, wo sie mit dem Fraser-River-Verwerfungssystem verschmilzt; das kombinierte System (mehr als 570 km lang) ist als Fraser-/Straight-Creek-Verwerfungssystem (FSCF) bekannt.:chap.3,4
Südlich der OWL wurde keinerlei Spur der SCF gefunden. Einige Geologen glauben an eine Fortsetzung im Süden, deren Spuren sämtlich von jüngeren vulkanischen Ablagerungen überdeckt sind. Andere spekulierten darauf, dass sie einfach endet oder die Richtung wechselt und sich gemeinsam mit der OWL fortsetzt oder aber anderswo einen Versatz aufweist. (siehe Diskussion an anderer Stelle)
Die SCF verschiebt die älteren nordnordwestwärts streichenden Entiat-, Ross-Lake- und Chewack-Pasayten-Verwerfungen, aber nicht verschiedene jüngere Besonderheiten (den Snoqualmie-Batholith, und wahrscheinlich die Barlow-Pass-Vulkane), so dass die Periode der aktiven Blattverschiebung auf vor 47 … 41 Millionen Jahre (im Eozän), unmittelbar nachdem der Keil der Erdkruste, welcher heute die Olympic Mountains trägt, in die Kontinentalgrenze gedrückt wurde, datiert werden kann. Es wurde vorgeschlagen, dass die Initiation der SCF durch Ereignisse auf der Kula-Platte ausgelöst worden sein könnten.
Die SCF scheint mit der Darrington-/Devils-Mountain-Verwerfung (DDMF) in Beziehung zu stehen, welche unmittelbar östlich des Südendes von Vancouver Island beginnt und bis zur Kleinstadt Darrington verläuft, sich dann nahezu südwärts wendet, um mit der SCF bis nahe zu deren Kreuzung mit der OWL mit ihr zu konvergieren. Diesen Bogen scheint es auf Grund der sich annähernden Olympic Mountains zu geben. Eine anormale Felsformation (die Helena-Haystack-Melange) gerade nördlich von Darrington wurde mit ähnlichen Gesteinen südlich von Easton in Zusammenhang gebracht, so dass eine erhebliche dextrale Bewegung an der DDMF nahegelegt wurde. Die Bewegung an beiden Verwerfungen scheint gleichzeitig erfolgt zu sein; die Beziehung zwischen den beiden ist noch nicht aufgeklärt.